# 阔紫叶堇菜
阔紫叶堇菜（学名：Viola cameleo）为堇菜科堇菜属的植物，是中国的特有植物。分布于中国大陆的四川等地，生长于海拔3,000米的地区，多生长于山坡灌丛中，目前尚未由人工引种栽培。